# Dendrogastrida
Dendrogastrida es un orden de artrópodos crustáceos de la clase Thecostraca.

## Clasificación
De acuerdo con el Registro Mundial de Especies Marinas, este orden incluye tres familias:
- Ascothoracidae Grygier, 1987
- Ctenosculidae Thiele, 1925
- Dendrogastridae Gruvel, 1905